# 용재강호
《용재강호》(龍在江湖, Legacy Of Rage)는 홍콩에서 제작된 우인태 감독의 1986년 액션 영화이다. 브랜든 리 등이 주연으로 출연하였고 잠건훈 등이 제작에 참여하였다.

## 출연

### 주연
- 브랜든 리
- 진혜민

### 조연
- 간혜진
- 곡봉
- 소전용
- 양사
- 맹해
- 황지강
- 오맹달
- 예룽쭈
- 타냐 조지
- 성규안
- 왕민덕

## 개봉
이 영화는 1986년 12월 20일 홍콩에서 개봉되었다. 1987년 7월 16일 파이어니어 릴리싱에 의해 필린에서도 개봉되었으며 당시 영제는 드래건 블러드(Dragon Blood)였다.